# Donald Tusk
Donald Franciszek Tusk (pronunție în poloneză [donalt-fran'ćiszek-tusk]  ( ascultă); n. 22 aprilie 1957, Gdańsk, Polonia) este un politician polonez, prim-ministru al Poloniei. A fost președinte al Consiliului European (2014-2019). Între 2007-2012 a fost deja prim-ministru al Poloniei. El este co-fondator și președinte al partidului de centru-dreapta Platforma Civică (Platforma Obywatelska). 

## Originea și studiile
Donald Tusk s-a născut la Gdańsk într-o familie de origine cașubiană, atât pe linie paternă, cât și pe linie maternă. Amândoi bunicii lui Donald Tusk au fost internați în lagăre de concentrare, după invazia nazistă asupra Poloniei. Bunica maternă a lui Tusk, Anna Liebke, a fost vorbitoare de germană.
Donald Tusk a studiat istoria la Universitatea din Gdańsk. Ca student s-a implicat civic în Solidarność, mișcarea de opoziție împotriva dictaturii generalului Wojciech Jaruzelski.

## Cariera politică
În anul 2005 a candidat la funcția de președinte al Poloniei, dar a fost învins în al doilea tur de scrutin de conservatorul Lech Kaczyński. 
Între 2007-2012 a fost prim-ministru al Poloniei. Cabinetul său a supraviețuit unei moțiuni de încredere în parlamentul polonez la 24 noiembrie 2007. La alegerile parlamentare din 2011 Platforma Civică a lui a obținut cel mai mare număr de voturi (translatate în 39,18% din mandatele în Sejm), ceea ce l-a pus în situația inedită pentru un premier polonez de după căderea comunismului de a rămâne la guvernare în urma alegerilor parlamentare.
Din 2014 până în 2019 a fost președinte al Consiliului European. În 2023 a devenit din nou prim-ministru al Poloniei.